# Canon EF 35mm-objectief
De Canon EF 35mm is een familie van groothoekobjectieven gemaakt door de Japanse fabrikant Canon. Dankzij de EF-lensvatting zijn deze objectieven geschikt voor de EOS-cameralijn van de fabrikant.

## Gebruik
Met een brandpuntsafstand van 35 mm staan deze objectieven op de grens van wat nog groothoek genoemd wordt. Dit maakt hen - mede dankzij de beperkte vervorming van het beeld - erg populair onder portret- en straatfotografen. Het grote diafragma maakt het makkelijker om te fotograferen bij beperkt licht.

## Specificaties
| Naam                        | f/1.4L USM               | f/2                     | f/2 IS USM                       |     |
| --------------------------- | ------------------------ | ----------------------- | -------------------------------- | --- |
| Afbeelding                  |                          |                         | Plaats uw zelfgemaakte foto hier |     |
| Belangrijkste eigenschappen |                          |                         |                                  |     |
| Beeldstabilisatie           | Nee                      | Nee                     | Ja                               |     |
| Weerbestendig               | Ja                       | Nee                     | Nee                              |     |
| Ultrasonic Motor (USM)      | Ja                       | Nee                     | Ja                               |     |
| L-objectief                 | Ja                       | Nee                     | Nee                              |     |
| Diffractieve optica         | Nee                      | Nee                     | Nee                              |     |
| Macro                       | Nee                      | Nee                     | Nee                              |     |
| Technische eigenschappen    |                          |                         |                                  |     |
| Diafragma (max-min)         | f/1.4-f/22               | f/2-f/22                | f/2-f/22                         |     |
| Opbouw                      | 9 groepen / 11 elementen | 5 groepen / 7 elementen | 10 groepen / 8 elementen         |     |
| Diafragmalamellen           | 8                        | 5                       | 8                                |     |
| Minimale scherpstelafstand  | 0,30 m                   | 0,25 m                  | 0,24 m                           |     |
| Maximale vergroting         | 0,18x                    |                         | 0,24x                            |     |
| Horizontale beeldhoek       | 54°                      | 54°                     | 54°                              | 54° |
| Diagonale beeldhoek         | 63°                      | 63°                     | 63°                              | 63° |
| Verticale beeldhoek         | 38°                      | 38°                     | 38°                              | 38° |
| Fysieke eigenschappen       |                          |                         |                                  |     |
| Gewicht                     | 580 g                    | 210 g                   | 335 g                            |     |
| Maximale diameter           | 79 mm                    | 67,4 mm                 | 77,9 mm                          |     |
| Lengte                      | 86 mm                    | 42,5 mm                 | 62,6 mm                          |     |
| Filterdiameter              | 72 mm                    | 52 mm                   | 67 mm                            |     |
| Accessoires                 |                          |                         |                                  |     |
| Kap                         | EW-78C                   |                         | EW-67II                          |     |
| Verkoopinformatie           |                          |                         |                                  |     |
| Introductie                 | december 1998            | oktober 1990            | december 2012                    |     |
| Momenteel in productie?     | Ja                       | Nee                     | Ja                               |     |